# دوري جرينلاند لكرة القدم 2001
دوري جرينلاند لكرة القدم 2001 هو موسم من دوري جرينلاند لكرة القدم. فاز فيه Nagdlunguaq-48 ‏.